# Traicts du Croisic

Le traict du Croisic alimente une vaste étendue à l'intérieur des terres

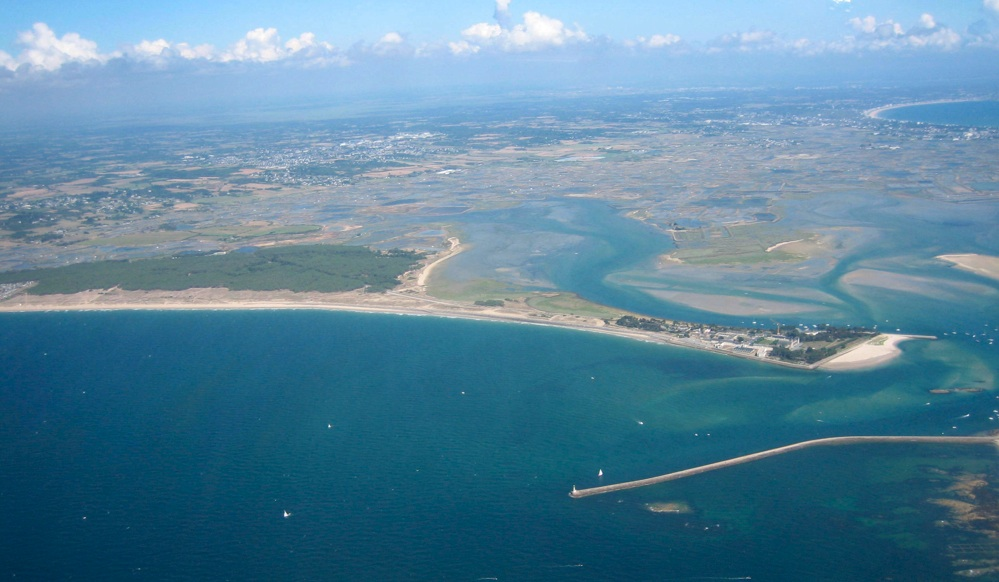
Vue aérienne de la partie occidentale des marais salants de Guérande. La pointe de Pen-Bron est visible horizontalement au centre de la photographie, l'ouverture de la baie étant située sur la droite de l'image. Le Petit Traict est situé juste derrière la pointe, tandis que le Grand Traict est visible sur la droite. Les marais salants s'étendent à l'arrière.

Les traicts du Croisic sont des bras de mer, situés dans la presqu'île guérandaise, à l'ouest des marais salants de Guérande qu'ils alimentent, à la pointe occidentale de la Loire-Atlantique, en France,.

## Géographie
Les traicts du Croisic sont entourés au nord et à l'est par les communes de Guérande, à l'est et au sud-est par celle de Batz-sur-Mer, au sud-ouest par Le Croisic et à l'ouest par La Turballe. 
Ils communiquent avec l'océan Atlantique à l'ouest par une ouverture, de moins de 500 m de large, entre Le Croisic et la pointe de Pen-Bron.
Les traicts sont une zone d'estran, largement découverte à marée basse et recouverte à marée haute. Ils sont séparés des marais salants de Guérande, qu'ils alimentent en eau salée, par une digue construite au XIXe siècle. Au centre se trouve la presqu'île de Sissable qui divise la baie en deux zones : 
- au sud, le Grand traict, formé par le « chenal des Vaux », lequel se subdivise en deux étiers dits « de Grévin » et « de la Croix » ;
- au nord, le Petit traict, constitué du « chenal de Pen-Bron », subdivisé ensuite en deux étiers dits « de la Paroisse » et « de Pen-Bron ».

## Économie
Outre les marais salants de Guérande qu'ils alimentent en eau salée, afin de permettre la récolte de sel, les traicts du Croisic comportent de nombreuses concessions pour la conchyliculture. Le site produit 1 200 t de coques par an.
 
Le « Grand Traict » permet notamment l'accès au port du Croisic qui se trouve ainsi protégé des caprices de l'océan.

## Administration
Les traicts du Croisic font partie du domaine public maritime et ne sont donc pas administrés par les communes avoisinantes.

## Écologie
Avec les marais salants de Guérande et les dunes de Pen-Bron, ils font partie depuis 2004 d'une zone Natura 2000,.